# リッカルド・メッジョリーニ
リッカルド・メッジョリーニ（Riccardo Meggiorini, 1985年9月4日- ）は、イタリアの元サッカー選手。現役時代のポジションはフォワード。ヘディングを得意とする。

## 経歴
2003年、ボヴォローネのユースから名門インテル・ミラノへ引き抜かれる。2004年11月、カリアリ・カルチョ戦でセリエAデビューを果たす。2005年1月、セリエC1のスペツィア・カルチョ、同年夏にACパヴィアへレンタル。
2006年1月にC1のASチッタデッラへ移籍、攻撃陣の中核となる。チッタデッラをセリエB昇格に導き、2008-2009シーズンはセリエBで18得点を挙げた。2009年夏、インテルはティアゴ・モッタをジェノアCFCより獲得する見返りとして、レオナルド・ボヌッチ、フランチェスコ・ボルゾーニ、メッジョリーニの3選手をジェノアへ譲渡した。更に、メッジョリーニはボヌッチと共にASバーリへレンタル移籍。 

## エピソード
- 背番号は69を好んで着ける傾向がある。ノヴァーラでは2010-11シーズンまで大型背番号は原則認められていなかったが、メッジョリーニが以前から69を好んで着けていたため、この大型背番号が特例で認められた逸話がある。
- 2004年7月24日に埼玉スタジアム2002で行われた、さいたまシティカップ2004でインテルの一員として来日し、浦和レッズと対戦（FWとして先発）している。この時はプリマヴェーラ所属だった模様。

## 所属クラブ
- インテル・ミラノユース 2003-2004
- インテル・ミラノ 2004-2007
  - → スペツィア・カルチョ（レンタル移籍） 2005
  - → ACパヴィア（レンタル移籍） 2005
  - → ASチッタデッラ（レンタル移籍） 2006.1-2007
- ASチッタデッラ 2007-2009
- ジェノアCFC 2009-2012
  - →  ASバーリ 2009-2010
  - →  ボローニャFC 2010-2011
  - →  ノヴァーラ・カルチョ 2011-2012
- トリノFC 2012-2014
- ACキエーヴォ・ヴェローナ 2014-2020
- LRヴィチェンツァ・ヴィルトゥス 2020-2022
- ASDサン・ジョヴァンニ・ルパトート 2022-2023